# Malin Sund
Malin Sund, född 6 juni 1972 i Karleby i landskapet Mellersta Österbotten i Finland, är en finlandssvensk professor i kirurgi vid Norrlands Universitetssjukhus i Umeå. Sund avlade läkarexamen 1998 och medicine doktorsexamen 2001 vid Uleåborgs universitet i Finland. Därefter gjorde hon AT-tjänstgöring 2001–2003 vid Norrlands Universitetssjukhus i Umeå, efter det var hon under två år post-doctoral fellow vid Harvard Medical School i Boston, USA, följt av ST-utbildning i kirurgi vid Norrlands Universitetssjukhus i Umeå. Malin Sund arbetar som specialistläkare i kirurgi, och är chef för bröst- och endokrinkirurgiska sektionen vid Kirurgcentrum, Norrlands Universitetssjukhus i Umeå, 2013 utnämndes hon till Sveriges första kvinnliga professor i kirurgi. Malin Sunds forskningsgrupp söker nya tumörmarkörer.